# Cephalcia pallidula
Cephalcia pallidula är en stekelart som först beskrevs av Gussakovskij 1935.  Cephalcia pallidula ingår i släktet granspinnarsteklar, och familjen spinnarsteklar. Arten är reproducerande i Sverige.